# Coris auricularis
Coris auricularis är en fiskart som först beskrevs av Valenciennes, 1839.  Coris auricularis ingår i släktet Coris och familjen läppfiskar. IUCN kategoriserar arten globalt som livskraftig. Inga underarter finns listade i Catalogue of Life.